# Ovoviviparité
L’ovoviviparité est un mode de reproduction dans lequel les œufs incubent et finalement éclosent dans le ventre de la mère, sans relation nutritive avec celle-ci (simples échanges de gaz voire d'eau). Dans de nombreux cas, la rétention des zygotes peut avoir lieu ailleurs que dans le tractus génital et se dérouler dans des sacs d'incubation ou même dans d'autres organes (l'estomac chez Rheobatrachus).
Plus rigoureusement, en se fondant sur l'état du zygote et de l'embryogenèse, il convient de considérer ovuliparité, oviparité, ovoviviparité, viviparité histotrophe et viviparité hémotrophe. Dans les faits, est qualifiable d'ovovivipare toute espèce animale qui pond des œufs et met au monde une progéniture déjà viable, que ce soit alternativement ou simultanément.

## Dans le règne animal
L'ovoviviparité est le fait de certaines espèces de poissons, comme certains requins (ex. requin du Groenland), de certains hippocampes (cas où le mâle est gestant), de certaines espèces de reptiles comme le crotale des prairies et de certains invertébrés. Du point de vue biologique de l'évolution, l'ovoviviparité est un caractère homoplastique : il est apparu de nombreuses fois durant l'évolution chez différents taxons.

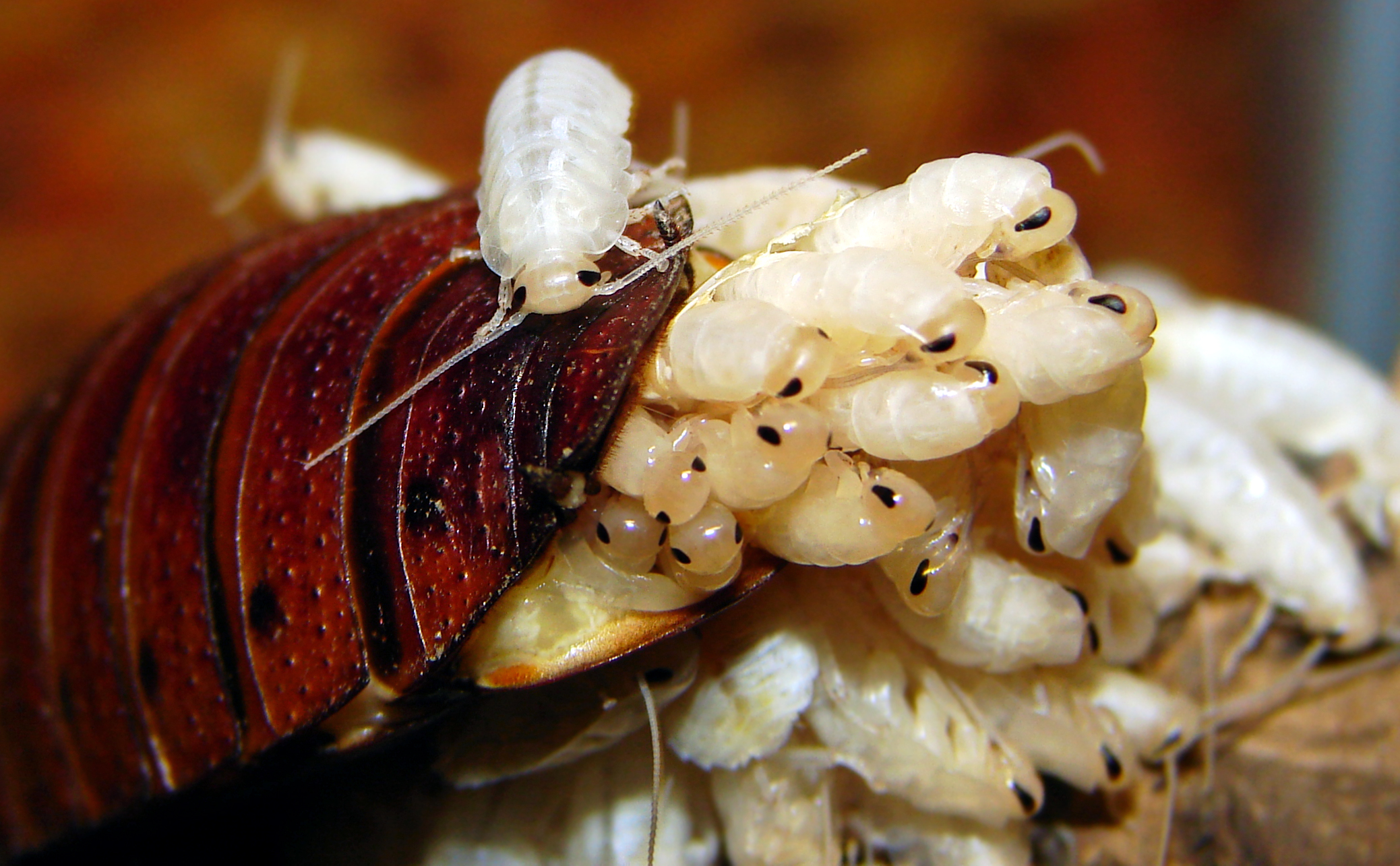
Ovoviviparité chez la blatte de Madagascar Gromphadorhina portensa.

## Avantages et inconvénients
L'ovoviviparité est populairement présentée comme un « stade évolutif vers la viviparité », bien qu'en réalité il s'agisse principalement d'une ponte différée agrémentée d'échanges gazeux et parfois d'hydratation (eau seulement) avec la mère.
Ce mode de gestation est une incubation protégée au sein du tractus génital maternel. Cela permet :
- principalement le maintien constant des facteurs primordiaux au développement de l'œuf (température, humidité et pression partielle des gaz) ;
- pas de prédation spécifique des œufs ;
- pas de nid donc pas d'incident (piétinement, inondation…) ;
- possibilité de migration de la femelle ou du mâle avec ses œufs face à un changement brutal du milieu.

En revanche, les animaux gestants subissent une grande perte de mobilité à cause des œufs stockés dans le tractus génital et sont de ce fait plus exposées aux prédateurs. De même, le décès du géniteur entraîne de facto la mort de sa progéniture à naître.